# Міскіто

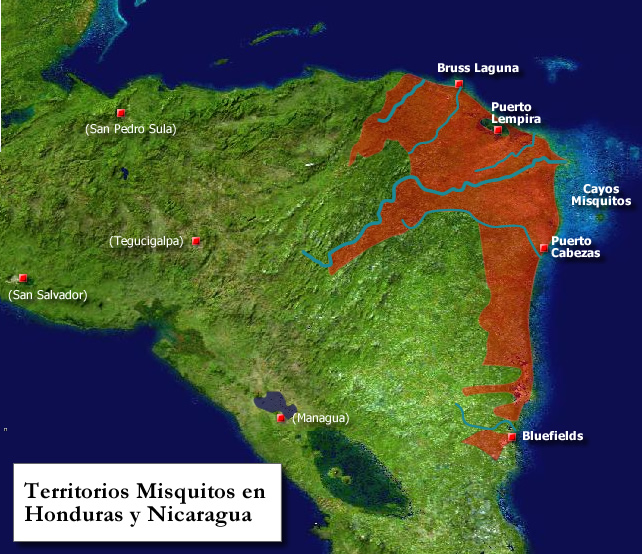

Міскіто (Москіто) — народ групи місумальпа в Нікарагуа і Гондурасі (на узбережжі Карибського моря від річки Ріо-Негро до річки Ескондідо, а також в нижній і середній течії річки Коко). Чисельність в Нікарагуа 150 тис. чоловік, в Гондурасі 10 тис. чоловік.

## Мова

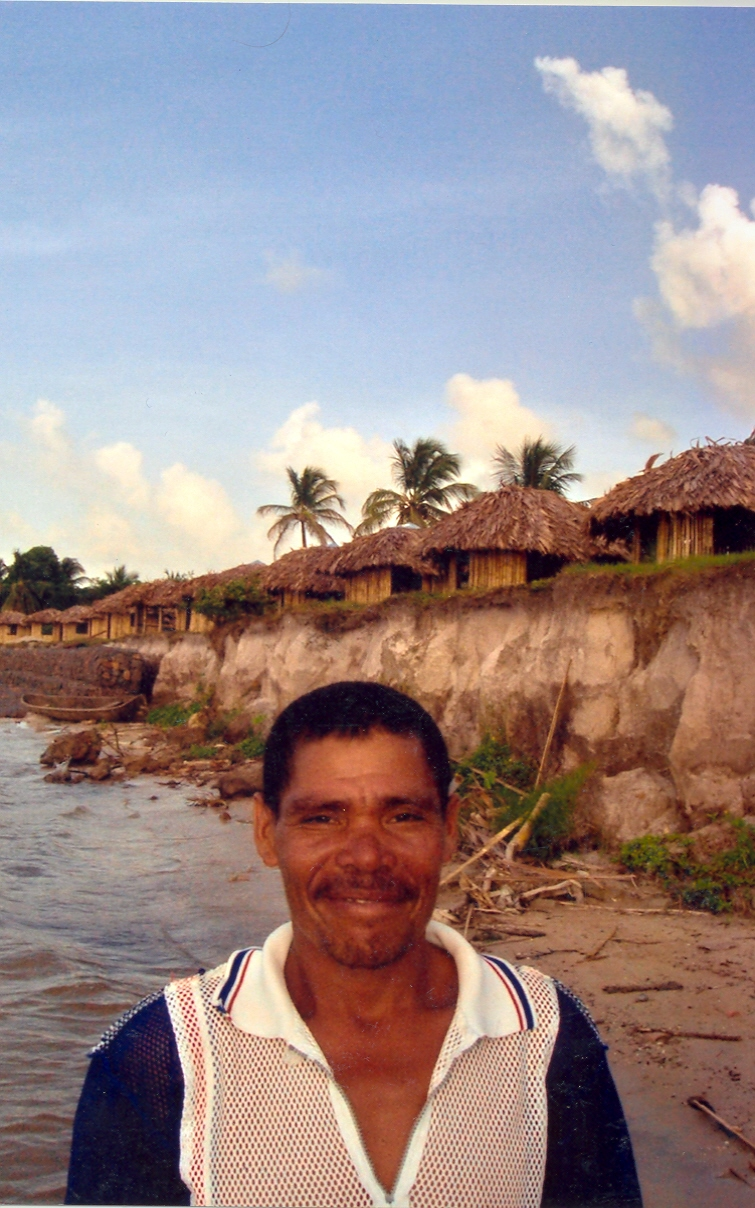
Абориген народу мискіто. Нікарагуа. 2004 рік.

Мова міскіто.

## Релігія

Герб правителів мискіто

Більшість міскіто — послідовники протестантської секти «Моравські брати», є баптисти і католики.

## Історія
Міскіто сформувалися до середини XVIII століття в результаті змішування народу бавікка з неграми. Зайняли сучасну територію в першій половині XX століття.

## Заняття
Традиційні заняття — ручне підсічно-вогневе землеробство (рис, квасоля, кукурудза, маніок, банани), рибальство, полювання. Ремесла — обробка дерева, шкіри, металу, плетіння, вишивка. Сучасна матеріальна культура креольського типу.